# Марчук Володимир Володимирович
Володи́мир Володи́мирович Марчу́к (нар. 21 березня 1967, Ровно) — колишній український футболіст, що виступав на позиції воротаря. Відомий за виступами за низку українських команд вищої ліги. Після завершення ігрової кар'єри — тренер та арбітр.

## Клубна кар'єра
Володимир Марчук народився у Рівному, і є вихованцем місцевої ДЮСШ, першим тренером його є Юрій Шмигун. Футбольну кар'єру молодий воротар розпочав у місцевій команді майстрів «Авангард» ще у 17 років. Але конкуренція з боку більш досвідченіших голкіперів клубу не дозволила Марчуку мати постійну ігрову практику, і за 5 років він зіграв лише 53 матчі в другій союзній лізі. Це призвело до того, що на початку 1989 року він змінив команду, та перейшов до іншого друголігового українського клубу — «Торпедо» із Запоріжжя. У цій команді Володимир Марчук відразу став основним голкіпером. У клубі тоді справи також були на підйомі. Якщо у 1989 році запорізькі автозаводці фінішували у середині турнірної таблиці української зони другої ліги, то наступного сезону вони виграли турнір першої зони другої ліги чемпіонату СРСР, і здобули звання чемпіонів УРСР, а основним воротарем команди був саме Володимир Марчук. Щоправда, за результатами попереднього сезону другої ліги, кращі 11 команд української зони другої ліги перейшли грати до новостворених буферних груп другої ліги, що спростило торпедівцям завдання перемоги у чемпіонаті. Саме у такій буферній зоні у 1991 році грали запорізькі торпедівці, а їх ворота й надалі успішно захищав Володимир Марчук. За результатами сезону 1991 року торпедівці здобули право стартувати у вищій українській лізі, але Марчук із початком нового сезону став гравцем іншого вже вищолігового клубу — львівських «Карпат». У матчах за львівський клуб Володимир Марчук відзначався надійністю та самовідданістю, і навіть у матчі із запорізьким «Металургом» відзначився вилученням за фол останньої надії, так що два пропущених у цьому матчі м'ячі львів'ян записані на захисника Олега Бенька. Щоправда, за домовленістю між керівниками львівського та луцького клубів, із другого чемпіонату України Володимир Марчук став гравцем клубу «Волинь». У луцькому клубі Марчук також утримував за собою місце основного воротаря команди, проте у лучан швидко розпочались проблеми з фінансами, що позначилось на грі клубу. За час, коли Марчук був основним стражем воріт луцької команди, «Волинь» переважно боролась за збереження місця у вищій лізі. Це позначилось і на показниках Марчука як воротаря команди — у 105 зіграних за лучан матчах у вищій лізі він пропустив 150 м'ячів. Погіршення фінансового стану клубу та його показників у турнірній таблиці призвели до того, що у кінці 1995 року Володимир Марчук покинув луцький клуб, і повернувся до свого рідного клубу з Рівного, який на той час мав уже назву «Верес», і грав у першій українській лізі. Проте у рідному місті Марчук затримався лише до закінчення сезону 1995—1996, і повернувся до найвищого українського дивізіону, але цього разу до івано-Франківського «Прикарпаття». Тут воротар також затримався ненадовго, і за півроку продовжив виступи у іншому вищоліговому клубі — кіровоградській «Зірці-НІБАС». Але й тут в основному складі клубу Марчук грає лише півроку, за які він провів у вищій лізі 13 матчів. Ще півроку досвідчений воротар грав за другу команду кіровоградців у другій українській лізі, після чого завершив виступи у професійному футболі.

## Суддівська кар'єра
Після деякої перерви Володимир Марчук повернувся у великий футбол в 2000 році як суддя. Спочатку колишній футболіст виступав у ролі помічника арбітра в матчах другої української ліги, а з 2003 року був головним арбітром матчів другої української ліги та лайнсменом у матчах першої ліги. Всього як арбітр провів 30 матчів як головний суддя та 47 матчів як помічник головного арбітра. Останній матч провів 5 листопада 2005 року між харківським «Геліосом» та «Кримтеплицею» у першій українській лізі як помічник головного судді, після чого завершив кар'єру футбольного судді.

## Кар'єра тренера
Із 2008 року Володимир Марчук розпочав тренерську кар'єру. Протягом двох з половиною років колишній футболіст був тренером воротарів клубу «Говерла-Закарпаття» з Ужгорода. Пізніше з листопада 2011 року до червня 2012 року Володимир Марчук працював також тренером воротарів у запорізькому «Металургу». Після цього до кінця 2012 року Марчук працював у своїй колишній команді «Волинь» тренером воротарів молодіжного складу команди. Після цього з початку 2013 року до червня 2013 року знову працював тренером воротарів ужгородської «Говерли». Після відходу з ужгородського клубу Володимир Марчук деякий час тренував аматорський клуб «Ласка» з Боратина Луцького району. З липня 2015 року Марчук працював тренером воротарів молдовського клубу «Заря». 2016 року приєднався до тренерського штабу львівських «Карпат». З 1 червня 2018 року Володимир Марчук працював тренером воротарів у клубі «Волинь». У 2020 році колишній футболіст перейшов на роботу до футбольного клубу ЛНЗ на посаду тренера воротарів.

## Досягнення
- Переможець Чемпіонату УРСР з футболу 1990, що проводився у рамках турніру в шостій зоні другої ліги СРСР.